# Język mocoví
Język mocoví, także: mbocobí, mocobí – język należący do rodziny języków guaicurú, używany w Argentynie, w prowincji Santa Fe przez ok. 4,5 tys. ludzi.